# John Whetton
John H. Whetton (Mansfield, 6 settembre 1941) è un ex mezzofondista britannico.

## Palmarès
| Anno | Manifestazione  | Sede              | Evento       | Risultato | Prestazione      | Note                  |
| ---- | --------------- | ----------------- | ------------ | --------- | ---------------- | --------------------- |
| 1963 | Universiadi     | Porto Alegre      | 1500 m piani | Oro       | 3'49"5           |                       |
| 1964 | Giochi olimpici | Tokyo             | 1500 m piani | 8º        | 3'42"4           |                       |
| 1966 | Europei indoor  | Dortmund          | 1500 m piani | Oro       | 3'43"8           |                       |
| 1967 | Europei indoor  | Praga             | 1500 m piani | Oro       | 3'48"7           |                       |
| 1968 | Europei indoor  | Madrid            | 1500 m piani | Oro       | 3'50"99          |                       |
| 1968 | Giochi olimpici | Città del Messico | 1500 m piani | 5º        | 3'43"8 (3'43"90) |                       |
| 1969 | Europei         | Atene             | 1500 m piani | Oro       | 3'39"4           | Record dei campionati |